# Baumax
Baumax a fost un lanț de magazine de bricolaj din Austria, cu peste 160 de magazine în nouă țări din Europa și peste 10.000 de angajați. Compania a intrat în faliment în 2015. În România Baumax a avut 15 magazine pe care le-a vândut în iulie 2014 câtre compania franceză Adeo ce deține magazinle Leroy Merlin. Adeo a redenumit 14 dintre magazine, iar unul aflat în proximitatea altui magazin Leroy Merlin din zona Chitila, București a fost închis.